# Sainte-Marguerite-des-Loges

Sainte-Marguerite-des-Loges este o comună în departamentul Calvados, Franța. În 1 ianuarie 2018 avea o populație de 181 de locuitori.